# レイモンド・ジョンソン
レイモンド・ジョンソン（Raymond Johnson、12月28日 - ）は、西ベルリン（現ドイツベルリン）生まれのダンサー、マルチアーティスト、振付師、パフォーマー。

## 来歴
アメリカ合衆国マサチューセッツ州ボストン市で育ち、ボストン音楽院卒業、1986年に東京ディズニーランドのメインダンサーとして来日、テレビ東京系列で放送している『おはスタ』に1997年10月から2001年3月まで出演していた。
2014年5月、テレビ東京が開局50周年記念社史制作にあたり「連絡先不明の出演者」として行方を捜していたが、行方を捜している事を公表した当日にレイモンド本人がツイッター上で「多くの友人からテレビ東京が僕を探しているという連絡を受けた」との発言をした。その後レイモンド本人とは連絡が取れた模様で、テレビ東京の捜索願いリストからは除外された。
2016年4月1日、山寺宏一最後の出演となる『おはスタ』に実に15年ぶりの出演を果たした。放送では番組を卒業する山寺に感謝の言葉を送った。
2019年7月12日に公開された『ミュウツーの逆襲 EVOLUTION』は、『はれときどきぶた』や『学級王ヤマザキ』で山寺と共に、本人役として共演していた以来、本作でも山寺と共に、特別共演することとなった。
2019年7月11日・12日は山寺と共に『おはスタ』にスペシャルゲストとして生出演した。

## 人物
プライベートでは、既婚者であり子供に一女がいることを明かしている。
エポック社より、『おはスタ』を題材にしたゲームボーイカラー用ソフト『おはスタ・やまちゃん&レイモンド』も発売された。
『おはスタ』での挨拶である「おーはー」のポーズ部分の考案者。山寺宏一がとあるラジオ番組や、フジテレビ系『サタ☆スマ』の中で、慎吾ママの『おはスタ』出演時にコメントしている。『おはスタ』内では「謎の黒人」として出演しており、女装したキャラクター「レイ子」などのヒットキャラを連発し、初期の『おはスタ』を築いた立役者でもある。

## 出演番組

### テレビ番組
- ネオハイパーキッズ（日本テレビ、1995年10月 - 1996年6月）
- えいごKids（秋田放送、1997年4月 - 1998年3月）
- おはスタ（テレビ東京、1997年10月1日 - 2001年3月30日、2020年8月28日[6]）[7]
- ホーリーマウンテン（日本テレビ、1997年10月 - 1998年3月）
- マルコポーロの子供たち（フジテレビ、1999年6月）
- 超VIP（フジテレビ、2001年9月 - 2002年3月）
- 究極癒し戦隊ヴィーナス・エンジェル - クロマニョンζ（ぜーた） 役（テレビ東京、2004年1月6日 - 2004年3月29日）
- GO!GO!EIGO!（BSフジ、2006年4月 - 2007年3月）
- ぐるぐるナインティナイン（日本テレビ）

### テレビアニメ
- はれときどきぶた（1998年、本人役として出演）
- 学級王ヤマザキ（1998年、本人役として出演）

### 劇場アニメ
- 劇場版ポケットモンスター ミュウツーの逆襲（1998年、海賊風トレーナー）
- ミュウツーの逆襲 EVOLUTION（2019年、海賊風トレーナー）

### CD
歌
- とりかえっこプリーズ（1998年2月10日発売）
- ジャバジャバモーニング（1998年3月21日発売。『おはスタ』より。「やまちゃん&レイモンド」名義）
- すてきなコレクション（1998年9月3日発売。シングル「風といっしょに」収録。デュエットwith小林幸子）
- ポケモン言えるかなbaby?（1999年1月1日発売『みんなで選んだポケモンソング♪ ベストコレクション』収録） - 作詞も担当

参加
- ポケモン言えるかな?（歌：イマクニ?。1997年6月28日発売。シングル「めざせポケモンマスター」収録） - MC
- ポケモンかけるかな?（歌：イマクニ?。1997年11月21日発売。） - MC
- RUNNING SHOT（SHOTGUN MIX）（歌：柴田恭兵。1998年8月21日発売。『あぶない刑事フォーエヴァー』挿入歌） - プロデュース＆ラップ
- スーパーマン（歌：大塚愛。2004年11月17日発売。アルバム『LOVE JAM』収録） - Police Voice MC

など。

### ナレーション
- ユビキタス・エンターテインメント・ライド - 2005年愛知EXPO日立館、メインショー、メイン英語ナレーション：Dr.Owl役
- FUJI Network Sport - タイトルコール
- 玉川美沙 Bravo!（TBSラジオ） - タイトルコール
- ヤマハビジネスショービデオ
- コンピュータ・アソシエイツビジネスショー - ビデオ
- 東芝ビジネスショービデオ
- ワールドエボリューションサッカー（セガサターン）
- On Saturday,on the move（J-WAVE）
- おんがくらくえん（WOWOW）

など。

### CF
- 牧場物語GB3（メインキャラクター）
- 日清焼きそばUFO - 中国版
- アサヒビール 黒生
- 週刊TVガイド
- JVCビクター
- リコー - アメリカ版
- AIU保険会社
- Java Tea
- サントリー サントリーライツ
- WOWOW - 2002年8月 - 9月
- マーブルX
- Cutting Edge avex Group（タイトルコール）
- テイク6（タイトルコール）

### 振り付け担当
- 「おーはー」のポーズ[8] 1997年
- 「久保田利伸」 TOSHI
- 「本木雅弘」
- 「CHAGE and ASKA」
- 「B'z」
- 「中森明菜」
- 「Melody」

以上コンサートツアー
- 「デーモン小暮閣下」
- 「宝生舞」
- 「本木雅弘」

虹色夏物語他多数PV
- 「BALLYファッションショーダンスウィズバレー」
- 「東芝」
- 「カシオ ビジネスショー」

他
- 「アサヒビール黒生」
- 「マイカル本牧」 CF